# Pectinodrilus vitreus
Pectinodrilus vitreus är en ringmaskart som beskrevs av Erséus 1993. Pectinodrilus vitreus ingår i släktet Pectinodrilus och familjen glattmaskar. Inga underarter finns listade i Catalogue of Life.